# NGC 5010
NGC 5010 is een spiraalvormig sterrenstelsel in het sterrenbeeld Maagd. Het hemelobject werd op 16 april 1789 ontdekt door de Duits-Britse astronoom William Herschel.

## Synoniemen
- NGC 5010
- MCG -3-34-15
- 2SZ 8
- IRAS13097-1531
- PGC 45868